# شهرستان گاپسان
شهرستان گاپسان یا کاپسان (به کره‌ای: 갑산군) یک شهرستان در شمال کره شمالی است که در تابعیت استان ریانگ‌گانگ قرار دارد.
در دوران پادشاهی چوسان، این شهرستان تبعیدگاه مسئولان حکومتی‌ای بود که به هر دلیل از چشم دربار افتاده بودند و محکوم شده بودند.
در دسامبر ۱۹۵۲ میلادی، با جدایی بخش‌هایی تابع این شهرستان، شهرستان پونگسو در تابعیت استان هامگیونگ جنوبی تاسیس شد.
در سال ۱۹۵۴ میلادی، با تاسیس استان ریانگ‌گانگ از مناطق شمالی استان هامگیونگ جنوبی، این شهرستان نیز به این استان جدید ملحق شد.

## تقسیمات اداری
شهرستان گاپسان به ۱ شهرک، ۴ منطقهٔ کارگری، و ۲۰ روستای تابعه تقسیم شده است.
| - ‌ شهرک‌ها - گاپسان (갑산읍، Kapsan-ŭp) - مناطق کارگری - او-ایل (۵/۱) (오일로동자구، 5.1(O-il)-lodongjagu) - دونگجوم (동점로동자구، Tongjŏm-rodongjagu) - سامیل (삼일로동자구، Sang'il-lodongjagu) - مولاکپیونگ (문락평로동자구، Mullakp'yŏng-rodongjagu) - روستاها - پیونگهوا (평화리، P'yŏnghwa-ri) - جونگچون (중천리، Chungch'ŏl-li) - جویانگ (조양리، Choyang-ri) - چانگدونگ (창동리، Ch'angdong-ri) - چانگسونگ (창송리، Ch'angsong-ri) - چوپیونگ (추풍리، Ch'up'yŏng-ri) - چونسونگ (천성리، Ch'ŏnsŏng-ri) | - روستاها (ادامه) - ده‌جونگ (대중리، Taejung-ri) - ریمدونگ (림동리، Rimdong-ri) - ساپیونگ (사평리، Sap'yŏng-ri) - ساچانگ (사창리، Sach'ang-ri) - سادونگ (사동리، Sadong-ri) - سامبونگ (삼봉리، Sambong-ri) - سانگهونگ (상흥리، Sanghŭng-ri) - سونگام (송암리، Songam-ri) - شینجونگ (신정리، Sinjŏng-ri) - گومپونگ (금풍리، Kŭmp'ung-ri) - نامپیونگ (남평리، Namp'yŏng-ri) - یانگهونگ (양흥리، Yanghŭng-ri) - هوئرین (회린리، Hoeril-li) |